# Hrvatska Kostajnica
Hrvatska Kostajnica város és község Horvátországban Sziszek-Monoszló megyében.

## Fekvése
Sziszektől 48 km-re délkeletre, a Báni végvidéken, a Zrinyi-hegység alatt, az Una folyó középső folyásánál, a folyó bal partján a bosnyák határ mellett fekszik. A bosnyák oldalon áll Bosanska Kostajnica, a városnak a folyó jobb partján maradt része. A jobb parton fekszik a vár is, amely azonban még Horvátországhoz tartozik, így ezen a szakaszon a határt kivételesen nem a folyó képezi, hanem attól néhány száz méterre délre húzódik. Kostajnicán keresztül vezetnek az Unamentéről délre menő utak és a vasútvonalak.

## A község települései
A községhez Čukur, Hrvatska Kostajnica, Panjani, Rausovac, Rosulje, Selište Kostajničko és Utolica települések tartoznak.

## Története

### Az ősidőktől a 13. századig
Kostajnica neve a gesztenye (kesten) növénynév régi horvát „kostanj” alakjából származik és olyan területet jelöl, ahol különösen sok volt a gesztenyefa. Régen az Una két partját gesztenyeerdő borította. A legrégibb régészeti leletek a rézkorból és a bronzkorból származnak. Ezek az i. e. 2500 és 2000 közötti időből származó cseréptöredékek és egy kőszekerce. Akkoriban ezen a területen az illírek egyik törzse, a japodok éltek. A rómaiak az i. e. 1. században hódították meg ezt a vidéket. A Zrinska gora és a Trgovska gora területén már a rómaiak is bányásztak vasat, ólmot és ezüstöt. A meghódított területen megkezdődött az utak építése. Az illír területek két főutat építettek. Az egyik Salonából Sisciába, a másik Salonából Sirmiumba vezetett. Mindkét út a mai Kostajnica közelében haladt el. Az utak létét öt megtalált mérföldkő is megerősíti, melyek egyikét a szakközépiskola előtt állították fel. A horvátok ősei a 7. században telepedtek meg ezen a vidéken, mely a 10. században alapított Horvát Királyság része volt. 1097-ben a Petrova gora hegységben vívott csatában győzte le Könyves Kálmán serege Svačić Pétert, az utolsó horvát királyt, majd a Kálmán király és a horvát nemesség közötti megállapodás a „pacta conventa” értelmében 1102-ben Horvátország részeként ez a terület is a Magyar Királyság része lett. A középkorban területe a dubicai zsupánsághoz tartozott.

### A 13. és 14. században

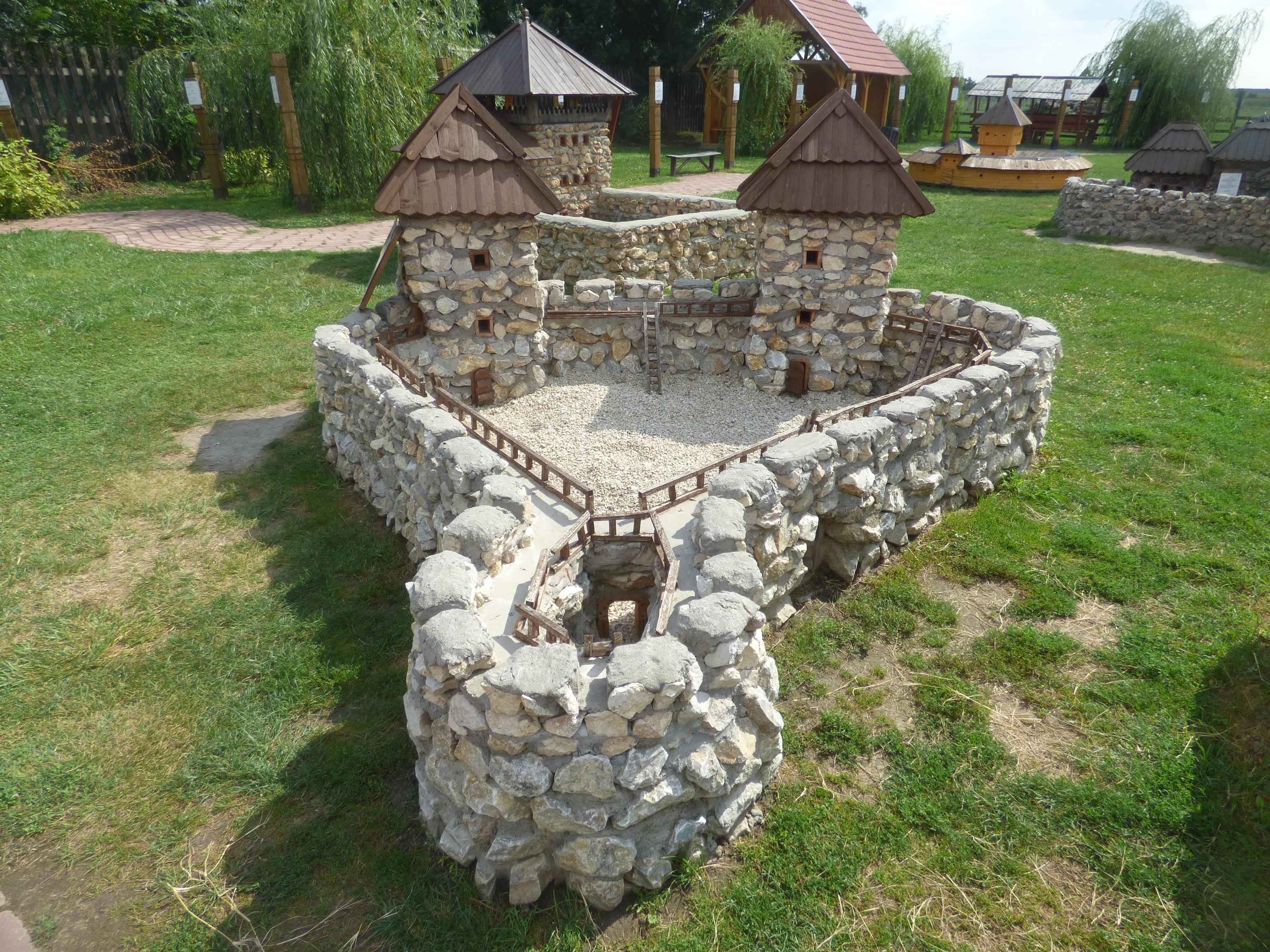
Várának makettje a dinnyési Várparkban

Írott forrásban a települést 1240-ben „Koztainicha” néven említik először. Az oklevél egy birtok határait írja le, mely a Kostajnicáról Dubicára vezető útig terjedt. 1258-ban IV. Béla király határozott egy a dubicai templomosok és a kostajnicai Hetink (Hetynk) közötti itteni birtokvitában. 1272-ben V. István erősíti meg Hetink fiait Marint, Pétert és Ivánt kostajnicai birtokukban. A Hetink nemzetségnek valószínűleg udvarháza, vagy vára volt Kostajnicán, jobbágyaik pedig a vár alatti településen laktak. A 14. században több oklevél is megemlíti őket immár a Kostajnicai előnévvel, illetve a család tagjait. Ekkor a térség legnagyobb urai már a Babonicsok voltak, akinek birtokai a Sanától an Unán át a Glináig és a Kulpáig terjedtek, arról azonban nincs adat, hogy Kostajnica is az övék lett volna. 1334-ben Kostajnicának már állt Szent Mihály tiszteletére szentelt plébániatemploma és megvolt a ferences kolostor is. A ferenceseket 1285 és 1294 között valószínűleg a Hetinkek telepítették le ide. A kostajnicai birtok a mai Hrvatska Kostajnica és Bosanska Kostajnica területére is kiterjedt Dubica, illetve Dobrljin irányában. Ez a nemzetség a 15. század elején halt ki és birtokaik a királyra szálltak. Az Unamentén a 14. században egy új nagybirtokos család tűnt fel, a Zrínyiek. Nagy Lajos király 1347-ben megszerezte Zrin várát és a dalmáciai Ostrovica váráért cserébe a Zrínyiek őseinek, a Subicsoknak adta, akik a várról vették fel a Zrínyi nevet. 

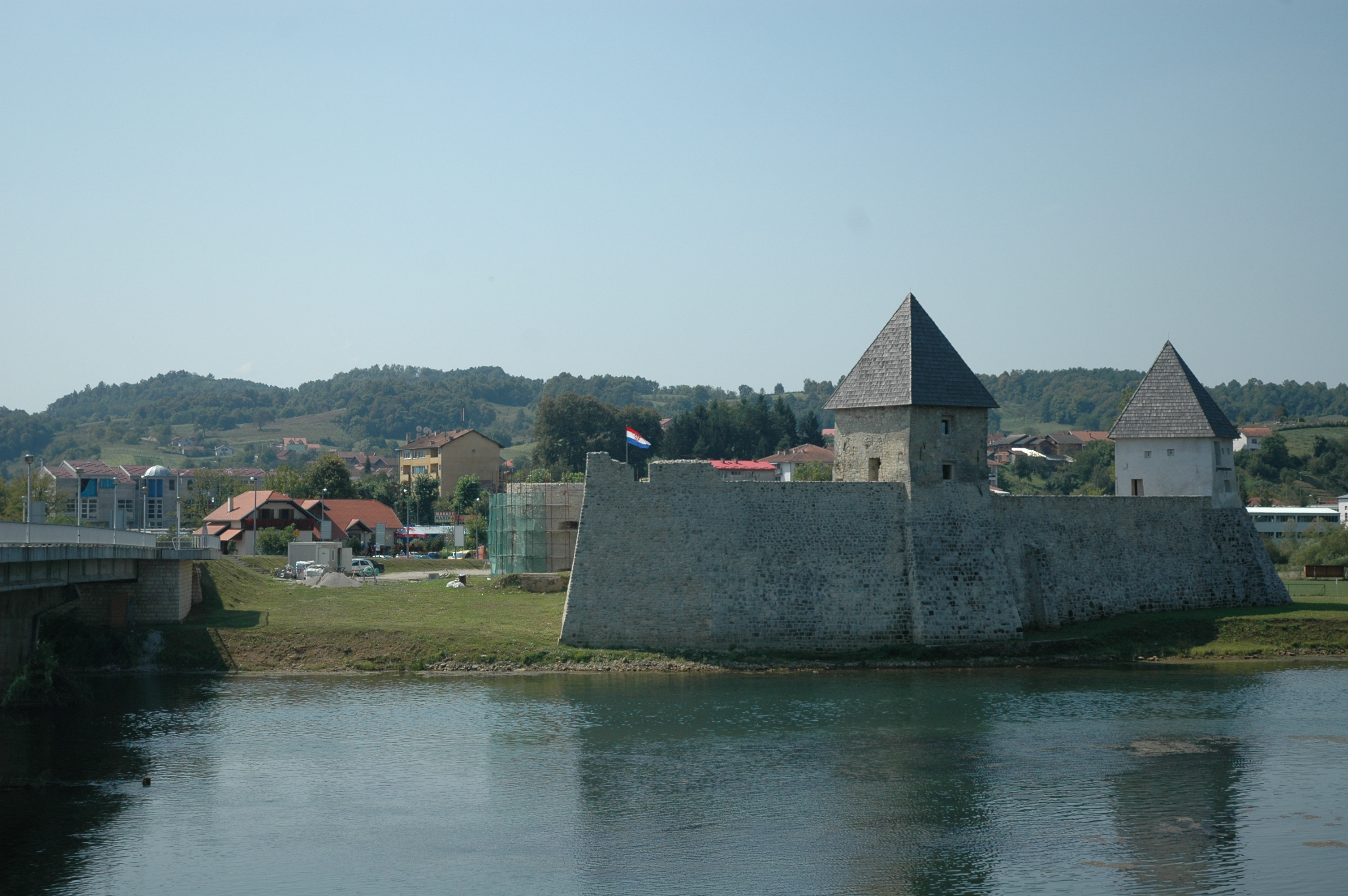
Kostajnica vára

### A 15. századtól a török háborúkig
Kostajnica várát 1420-tól említik. 1424-ben Zsigmond király Blagay Lászlónak és fivérének adta, de ezt Cillei Frigyes bán nem ismerte el, mire bepanaszolták őt a királynál. Később a Lipoveciek birtoka. Lipoveci Ilona házassága révén szomszédvári Tót Lászlóé, majd 1442-ben a második férjé, Frangepán Mártoné és leszármazottaié lett. 1471-ben Frangepán Miklós négyezer aranyért Benvenjuda Ivánnak adta el. 1480-ban Mátyás király kikényszerítette, hogy Benvenjuda lemondjon a várról, de Mátyás halála után újra birtokba lépett. 1492-ben a Benvenjuda fivérek nyolcezer aranyért Egerváry Lászlónak adták el. Kostajnica időközben jelentős településsé vált vásártartási joggal. A vár uradalmához 27 falu tartozott jó jövedelemmel. A 16. század elején, miután a török 1513–ban elfoglalta Dubicát, a király Beriszló Péter püspöknek adta Kostajnicát, amely így egyházi birtok lett. 1530-ban Tahi János vránai perjel 13 ezer aranyért Zrínyi III. Miklósnak adta el. Az ő halála után Zrínyi IV. Miklós birtoka lett. 1539 májusában a Ferdinánd-párti Zrínyi Kostajnica várában ölte meg az árulóvá váló Hans Katzianert, korábbi királyi főhadparancsnokot és fogadott testvérét. Az 1530-as évek ünnepelt osztrák hadvezére ugyanis az 1537-ben elvesztett eszéki (Gorjan) csata után átállt Szapolyai János oldalára, és félő volt, hogy egész Horvátországot és Szlavóniát elszakítja a Habsburgoktól.

### A török elleni védelmi harcok idején
Bosznia 1463-as török megszállása után egyre erősödtek a horvát területeket ért török támadások. A török 1469-ben, 1471-ben és 1478-ban is támadta Kostajnica térségét, nagy károkat okozva a helyi lakosságnak. 1483-ban megtámadta Kostajnicát is, de vereséget szenvedett. 1513-ban elesett Dubica. 1540-ben megtámadta Zrin várát, de a Zrínyiek visszaverték. 1542-ben a király Zrínyit nevezte ki horvát bánná, aki 1544-ben és 1545-ben súlyos harcokat vívott a törökkel az Unamentén. 1553-ban megerősítette Kostajnica és Novi várait, melyek védelmére a királytól katonaságot kért. A két vár védelmét a király Erdődy Péterre bízta. 1556-ban Zrínyi muraközi és magyarországi birtokainak védelmével volt elfoglalva. Ezalatt Malkocs bég boszniai pasa ostrom alá vette Kostajnica várát, melyet mindössze 60 főnyi katonaság élén Lusthaler várkapitány védett, aki a kilátástalan helyzetben július 23-án átadta a várat a töröknek. Ezután nehéz idők következtek az Una, Száva és Kulpa közötti terület lakosságára. A török egészen Zágrábig dúlta a horvát vidéket. Zrínyi nem tudta megakadályozni Valpó, Verőce és Csázma elestét sem, majd 1566-ban ő maga is elesett Szigetvár védelmében. 

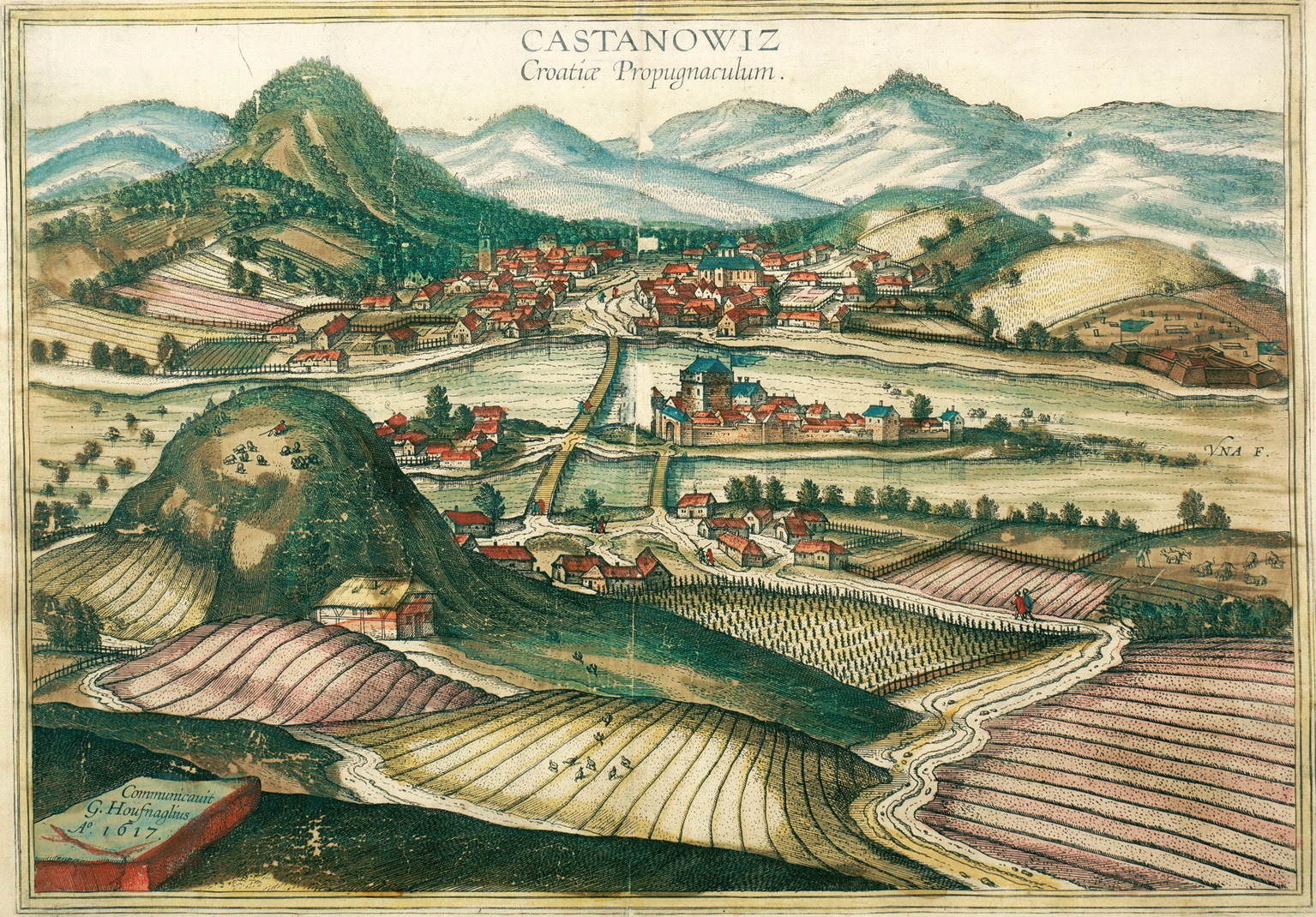
Kostajnica látképe 1617-ben.

### A török uralomtól a 18. századig
A török 400 lovasból és 250 gyalogosból álló erős őrséget hagyott Kostajnica várában. A horvát erők többször is (különösen az 1593 és 1606 közötti határmenti harcokban) megpróbálták visszafoglalni Kostajnicát, de nem jártak sikerrel. Az Una szigetén álló várat 1594-ben Lenkovics György generális, majd 1596-ban Sigismund Herberstein generális és Draskovics János bán is sikertelenül támadta. 1624-ben Zrínyi V. Györgynek rövid időre sikerült visszafoglalni, de 1630-ban már ismét török kézen volt. A törökellenes felszabadító harcok keretében Erdődy Miklós horvát bán 1685-ben adta ki a parancsot a töröknek az Una folyóig történő visszaszorítására. Ennek során foglalták vissza a várat a császári erők. A török 1688 augusztusában heves támadást intézett a visszafoglalására, de a vár közelében fekvő mezőn vívott csatában súlyos vereséget szenvedett az Erdődy Miklós és Bádeni Lajos vezette keresztény hadaktól. A kialakult erőviszonyokat az 1699-es karlócai béke szentesítette, ezzel a határ végleg az Una folyóhoz került vissza. 1703-ban Lipót császár az egész Una és Kulpa közötti térséget a bán katonai parancsnoksága alá rendelte, ezzel létrejött a Báni végvidék (horvátul Banija, vagy Banovina).

### A katonai közigazgatás idején
A 18. században két nagy törökellenes háború is dúlt 1716 és 1718, illetve 1737 és 1739 között. Az elsőben a császári hadak felszabadították Észak-Boszniát és Szerbiát, de a másodikban újra elveszítették ezeket a területeket. A török hatóságok üldözni kezdték a boszniai keresztény lakosságot, ezért a nép a ferences szerzetesek vezetésével a Báni végvidék, és a Szerémség területére menekült. Kostajnica várát kijavították, míg a vár közelében kezdett kialakulni a mai város magja. A város piactere a vár alatt, a török oldalon volt. 1713-ban a városban két templom és egy kápolna (Szent Anna) állt. A ferencesek temploma és kolostora 1729 és 1756 között épült. A Szent Miklós-templom lett a plébániatemplom. Az Una és Djed-hegy között kifejlődött településnek mintegy 50 háza volt, míg a szigeten több mint 30 állt. A 18. század elején Kostajnicán egy fontos és forgalmas határmenti intézmény is működött a vámhivatal, mely a forgalmat és a kereskedelmet is ellenőrizte. Az Oszmán Birodalomból származó árukat 20 napra karanténba helyezték és csak ezután szállíthatták tovább. Ugyanígy védekeztek a keletről származó fertőző betegségekkel szemben is. 1788 és 1791 között újabb háború dúlt Ausztria és Törökország között, de a Dubica és Kostajnica között zajlott csatában a török végül meghátrálni kényszerült a császári erőkkel szemben. Kostajnica 1718 és 1871, a katonai közigazgatás megszüntetése között katonai irányítás alatt állt. 1749-ben a Báni végvidéket átszervezték, két ezredre, a glinaira és a kostajnicaira osztották fel. Kostajnica 1776-ban városi rangot kapott, 1788-ban szabad királyi város lett. 1809 és 1813 között francia uralom alatt állt. 

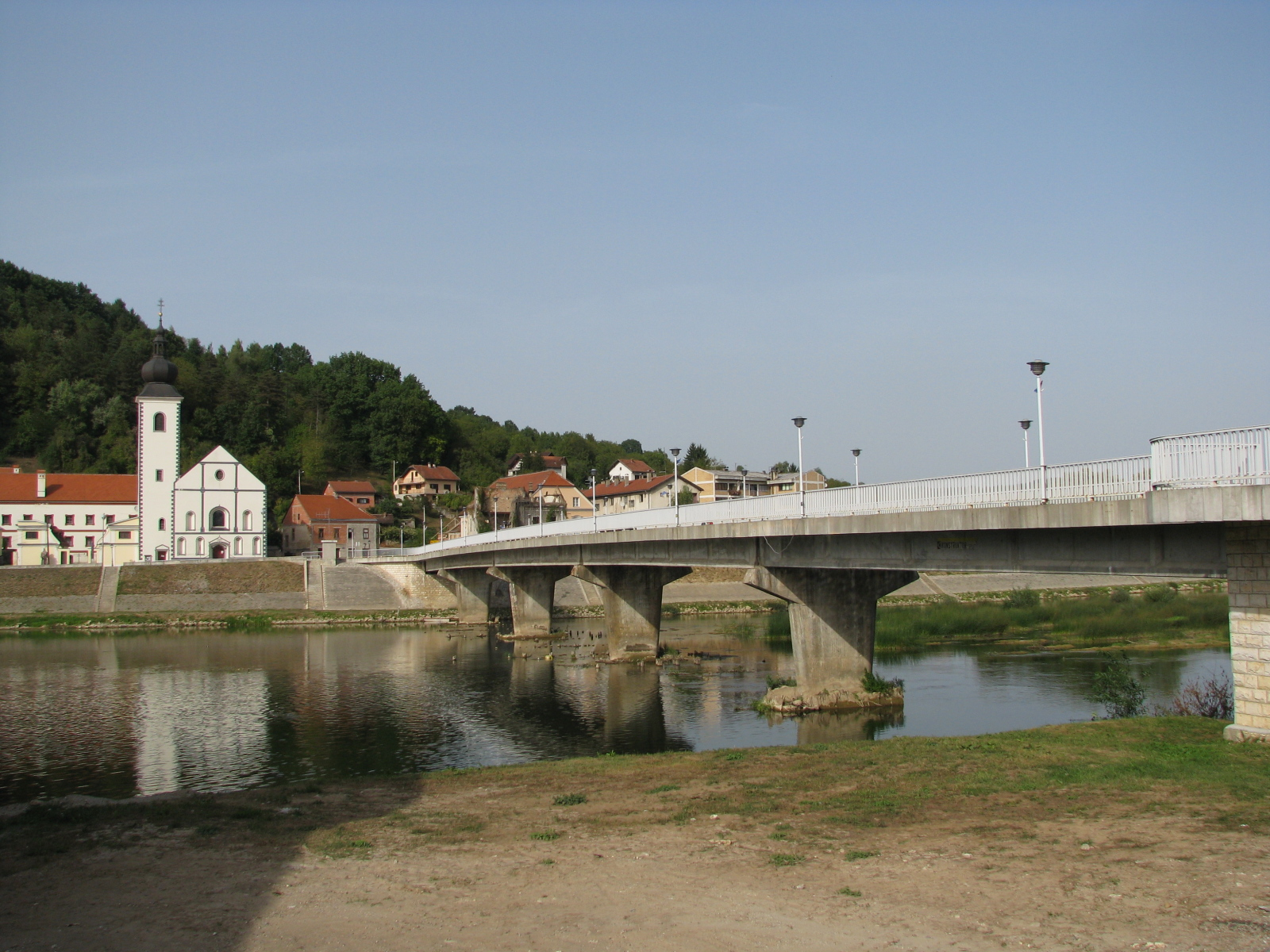
Híd az Una folyón.

### A 19. század végétől napjainkig
A katonai közigazgatás megszüntetése után elérkezett a város aranykora, mely az 1930-as évekig tartott. Ekkor fejlődött Kostajnica igazi várossá. Megindult a parkosítás, rendezték a Szent Miklós templomtól délre fekvő teret, 1889 és 1899 között megtörtént a Djed-hegy parkerdővé való kialakítása, számos reprezentatív magánház és közintézmény épült. Az épületek közül említésre méltó a városi iskola, a régi járási hivatal, a régi járásbíróság, a Miskić-ház, a „Central” és a „Corso” szállodák, a Horvát ház és mások, melyek Kostajnicát Északnyugat-Horvátország egyik legjelentősebb, legsajátságosabb városává emelték. 1910-ben 2090 lakosából 1639 horvát, és 363 szerb volt. A trianoni békeszerződésig Zágráb vármegye Kostajnicai járásának székhelye volt. A történelmi városmag pusztítása a második világháború idején kezdődött a barokk Szent Gábriel és Szent Mihály főangyaloknak szentelt pravoszláv székesegyház lerombolásával. A háború után a történelmi városszerkezetbe új, oda nem illő épületek illesztettek be. Emiatt egész házsorokat és egyedülálló építményeket áldoztak fel. Engedélyezték a teherforgalmat a történelmi városmag legdélibb részén, emiatt le kellett bontani a régi fahidat és új vasbeton hidat építettek a helyére. Megkezdődött a parti sétány építése és a rakpart megerősítése, mellyel megszüntették a sok évszázados összeköttetést a település lakói és a folyó között. 1991-ben a háború előtt lakosságának 54%-a szerb, 31%-a horvát nemzetiségű volt. 1991-ben elfoglalta a jugoszláv hadsereg és csak 1995-ben szabadították fel a horvát erők. A délszláv háború idején épületinek egy része súlyosan megsérült, más történelmi jelentőségű épületeket pedig le is romboltak. Közéjük tartoznak a ferences kolostor és a Szent Antal templom, a Szent Miklós plébániatemplom a plébánia épületével, a Szent Anna és a Szent Rókus kápolna, a Sonnenschein-ház, az ún. napóleoni ház és mások. A városnak 2011-ben 2127, a községnek összesen 2756 lakosa volt.

## Népesség
| Lakosság változása | Lakosság változása | Lakosság változása | Lakosság változása | Lakosság változása | Lakosság változása | Lakosság változása | Lakosság változása | Lakosság változása | Lakosság változása | Lakosság változása | Lakosság változása | Lakosság változása | Lakosság változása | Lakosság változása | Lakosság változása |
| ------------------ | ------------------ | ------------------ | ------------------ | ------------------ | ------------------ | ------------------ | ------------------ | ------------------ | ------------------ | ------------------ | ------------------ | ------------------ | ------------------ | ------------------ | ------------------ |
| 1857               | 1869               | 1880               | 1890               | 1900               | 1910               | 1921               | 1931               | 1948               | 1953               | 1961               | 1971               | 1981               | 1991               | 2001               | 2011               |
| 2.093              | 2.090              | 2.557              | 2.093              | 2.063              | 2.090              | 1.875              | 2.039              | 1.797              | 1.955              | 2.080              | 2.431              | 3.159              | 3.480              | 1.993              | 2.127              |

## Nevezetességei

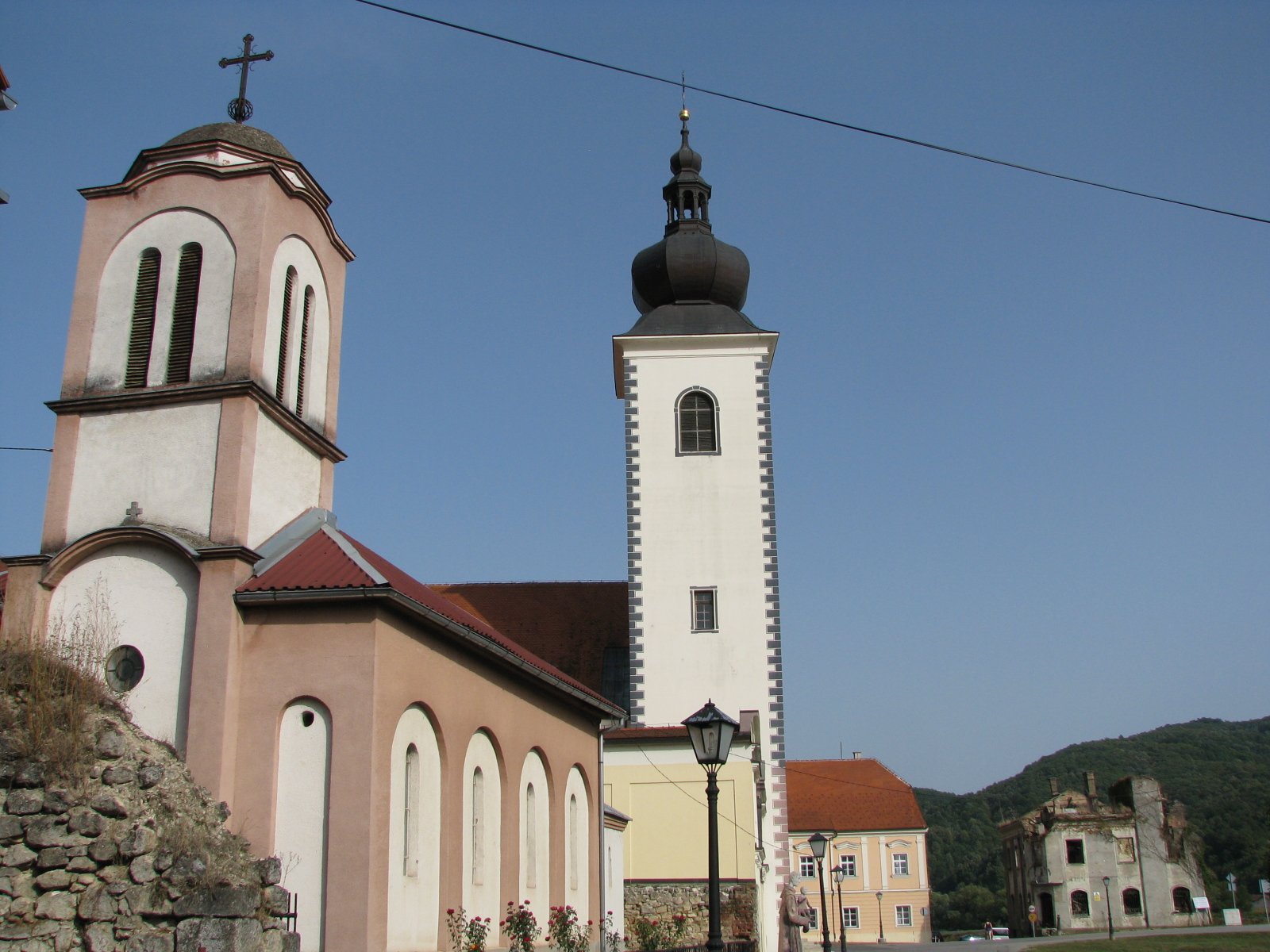
A belváros templomai

- Páduai Szent Antal tiszteletére szentelt ferences temploma és kolostora[4] 1729 és 1746 között épült, a harangtornyot 1799-ben fejezték be. A gazdagon díszített templombelsővel az ország egyik legértékesebb egyházi épületegyüttese volt. 1992 januárjában a szerb okkupáció idején a templomot és a kolostort lerombolták. Az újjáépítés 1996-tól 2001-ig tartott. Az anyagi költségeket a Horvát Kulturális minisztérium, a Szent Cirill és Metódról nevezett ferences rendtartomány és Antun Hajmler atya fedezte.
- Szent Miklós tiszteletére szentelt római katolikus plébániatemplomát[5] 1771-ben kezdték építeni. Kostajnica középkori plébániatemplomát, mely Szent Mihály tiszteletére volt szentelve 1344-ben említik először. A középkori város a török háborúk során elpusztult. Újjáépítése 1697-ben kezdődött. Az itt megtelepedett ferencesek egy Szent Miklós tiszteletére szentelt fakápolnát építettek ide először. 1706-ban újraalapították a kostajnicai plébániát, majd 1714-ben a kápolnát bővítették. A mai templom építése 1771-ben kezdődött, valamivel később készült a plébániaház épülete. A város e kiemelkedő kultúrtörténeti értékét 1991-ben rombolták le a szerb agresszorok és az anyagi nehézségek miatt még nem épülhetett újjá. Rajta kívül még a rombolás áldozata lett három kápolna is, melyeket Szent Rókus, Szent Anna és Illés próféta tiszteletére szenteltek.
- Szent Gábriel és Szent Mihály főangyaloknak szentelt pravoszláv püspöki székesegyháza 1743-ban épült barokk stílusban. 1774-ben, majd 1921-ben egy vihar pusztítása után megújították. 1941-ben az usztasa erők földig rombolták. A mai templom 1972-ben épült a régi templom alapjain, de kisebb méretben és más külsővel. Ezen a helyen már 1703-ban állt egy pravoszláv templom, mely valószínűleg még fából épült.
- A legszentebb Istenanya születése tiszteletére szentelt pravoszláv temploma 1868-ban épült a régi, 1749-ben épített templom helyén. A II. világháborút átvészelte. 1961-ben részben megújították, de jelenleg nagyon rossz állapotban van. Bejárata közelében gyógyvizű forrás fakad.
- Kostajnica vára[6] az Una jobb partján áll. A vár egykor az Una szigetén volt, de a sziget mára megszűnt, mivel a vártól délre a folyómeder időközben feltöltődött. A várat 1420-tól említik, de valószínűleg ennél sokkal előbb, a 13. században épült. Története során számos tulajdonosa volt, akik közül kiemelkedik a Zrínyi család. 1556-ban elfoglalta a török és csak 1685-ben szabadult fel. A sérült várat ezután kijavították és közvetlenül a török határ mellett határvárként szolgált. A belső vár falai ma is teljes magasságban állnak. Fennmaradt két tornya és déli félköríves bástya.
- A Central szállodát 1905-ben építették szecessziós stílusban. A délszláv háború idején súlyos károkat szenvedett, de a háború után újjáépítették. A szállodával átellenben az út túloldalán található a város egyik nevezetes forrása a Tekija, melyet a ferencesek építettek ki. Régi helyi mondás, hogy aki a Tekijából egyszer iszik mindig visszatér ide. A város területén több ivóvízforrás (Mrzlenac, Pekinac, Varoški bunar, Apanovac stb.) is található.
- A Szent Anna-kápolna[7] a temetővel Kostajnica történelmi központjától délkeletre található. A hely egy ferences kolostor helyszíne volt a 13. században. A kápolna 1720-ban épült javarészt a lebontott régi ferences kolostor köveiből. Az egyhajós, négyszögletes alaprajzú épület értékes példája volt a barokk szakrális építészetnek. A horvátországi háború idején a kápolnát nagyrészt lerombolták, de a szentély körítőfalainak egy része és a hajó falainak alsó része megmaradt. A kápolnától délre található a kostajnicai Miskić család klasszicista mauzóleuma és egy kőobeliszk. A háború alatt a mauzóleumot lerombolták, míg az obeliszk megmaradt.
- A Djed parkerdő a helyiek kedvelt kirándulóhelye. Itt található a Djed étterem, ahol gesztenyével készített helyi specialitásokat és bőséges kínálatot találunk.
- A Čukur-hegyen 2015-ben avatták fel Gordan Lederernek, a horvát rádió és televízió tudósítójának emlékművét aki 1991 augusztus 10-én munkájának végzése közben itt kapott halálos lövést a szerb erőkkel vívott harcok során.
- A városban minden évben megrendezik az Unai regatta nevű evezősversenyt.

## Gazdaság
Kostajnica és térsége ma azok közé a területek közé tartozik, melyek fokozott állami támogatásra szorulnak. Ennek okai a háborús események okozta károk mellett, a gazdaság fejlődés megtorpanása és a piacgazdaságnak nem megfelelő feltétek, különösen a nagy ipari üzemek hiánya. Emiatt a foglalkoztatottak száma még a háború előtti szintet sem éri el. A gazdasági fejlesztés programja elsősorban az iparra, mint legfontosabb gazdasági ágra támaszkodik. A gazdasági fejlesztési program és stratégia ma már kedvező feltételeket biztosít az új vállalkozások számára, hogy a megszerzett tudást, a szakképzett munkaerőt, az üzleti kapcsolatokat és modern technológiát felhasználva új ipari üzemeket létesítsenek.

## Kultúra
- A város fő turisztikai-kulturális eseménye a „Kestenijada” gyesztenyeünnep, melyet minden év októberében rendeznek meg.
- Smaragdni eco film fesztivál – SEFF
- PRESS film fesztivál

## Egyesületek
- A Kostajnički Sokol egyesületet 2007-ben alapították. Ma mintegy 40 tagot számlál. Célja a város történelmi és kulturális örökségének ápolása.
- A 2008-ban alapított KUD Selište Kostajničko kulturális és művészeti egyesület a helyi táncok, dalok, népszokások megőrzésével és bemutatásával kulturális fesztiválokon képviseli a települést. az egyesületnek énekkara, tánckara, tambura zenekara működik.
- A város önkéntes tűzoltóegylete a DVD Hrvatska Kostajnica 1890-ben alakult, ma mintegy 20 tagot számlál. Az egyesület fúvószenekara immár több mint száz éves hagyományra tekint vissza.
- A Hrvatska Žena horvát nőegylet helyi csoportja elsősorban humanitárius tevékenységével tűnik ki.
- A Kostanj méhészegyesületet 2006-ban alapították, ma mintegy 40 tagot számlál.
- Az SKD „Prosvjeta" szerb kulturális egyesület négy község, Hravatska Kostajnica, Donji Kukuruzari, Majur és Hrvatska Dubica szerb kulturális életét fogja össze.
- A Kostajnicai mazsorettcsoport 1997 óta tevékenykedik, már több mint száz fellépése volt szerte az országban.

## Oktatás
- Davorin Trstenjak elemi iskola
- Ivan Trnski középiskola

## Sport
- 1905 és 1995 között működött a városban az NK Mladost Kostajnica labdarúgóklub. 1998-ban az NK Mladost és az NK Una Dubica fúziójával hozták létre Hratska Dubicán az NK Una-Mladost Hratska Dubica labdarúgóklubot. 2007-ben megalapították az NK Zrinski Hrvatska Kostajnica labdarúgóklubot, de a klub 2010 elején megszűnt.
- A Sokol röplabdaklubot 2009-ben alapították
- Az 1983-ban alapított KKK Hrvatska Kostajnica kajakklub egyike az ország legsikeresebb kajakklubjainak.
- ŠRU Una sporthorgászklub